# Daemonica
Daemonica je česká počítačová hra z roku 2005. Vznikla ve spolupráci studií RA Images a Cinemax, který hru zároveň distribuoval. Jde o 3D akční adventuru s prvky RPG. V září 2009 mělo vyjít pokračování jménem Legends of Daemonica: Farepoynt's Purgatory.

## Příběh
Děj hry je zasazen do malého anglického města Cavorn, v roce 1350. Nicholas Fareypoint je sem pozván, aby vyšetřil záhadná zmizení místních obyvatel. Brzy však dochází k vraždám a jiným podivným událostem.
Hra je rozdělena do pěti aktů a obsahuje tři konce, které závisí na rozhodnutí, která musí hráč učinit ke konci hry.

## Postavy
- Nicholas Fareypoint - hlavní hrdina hry a lovec bestií. Živí se tím, že pronásleduje vrahy. Narodil se jako John Mortimer, syn Rogera Mortimera a nevěrné královny Isabely. Po nástudpu Eduarda III. byl, pod novým jménem, poslán na výchovu do vzdáleného francouzského kláštera. Také došlo k zničení důkazů o jeho existenci. Později byl vycvičen lovkyní bestií Clarice. Je Haresh al-Dorem, ten který mluví s mrtvými. Při vyšetřování vražd využívá svých znalostí daemoniky, jazyka démonů, a magie k mluvení s mrtvými.
- Helen Saintjohn - mladá manželka starosty Cavornu, naváže s Nicholasem přátelský vztah. Nicholas k ní začíná něco cítit, i když ji podezřívá, že něco skrývá. Její nejlepší přítelkyně je služebná Emma.
- Philip Saintjohn - starosta Cavornu. Pozval Nicholase do Cavornu, aby prošetřil zmizení, ke kterým zde došlo. Později dělá Nicholasovi problémy. Je nepopulární.
- Fabius - byl do Cavornu poslán z Říma. Je mu nepříjemná Nicholasova přítomnost a chce aby odešel. Jeho záměry nejsou zpočátku známé.
- Opat Michael - opat místního kláštera. Důvěřuje Nicholasovi již od začátku, a to více než komukoliv z města.
- Clement Baker - místní lékař. Zpočátku si Nicholase spletl s někým koho očekává. Vybavení jeho ordinace svědčí o tom, že je velmi pokrokový.
- Maud Litcott - kořenářka, která umí dělat lektvary a má vize, v nichž vidí Nicholase, jako člověka, který přinese městu záhubu.
- John Cobb - místní kovář. Nemá rád starostu a zpočátku Nicholasovi nedůvěřuje. Později mu pomáhá.
- Clarice - lovkyně bestií, které Nicholas zachránil život a ona z jej poté vycvičila v lovce. Zemřela ještě před událostmi ve hře, ale Nicholas ji v průběhu hry zmiňuje.